# دردار كامل متكامل الأوراق
دردار كامل متكامل الأوراق (الاسم العلمي:Holoptelea integrifolia) هو نوع من النباتات يتبع جنس الدردار الكامل من فصيلة الدردارية.